# تیندیالایوکول
تیندیالایوکول (به لاتین: Tindfjallajökull) یک کلاهک یخی در ایسلند است که در سودورلاند واقع شده‌است. تیندیالایوکول ۱٬۴۶۲ متر بالاتر از سطح دریا واقع شده‌است.